# ベスティ
株式会社ベスティ（英: Bestie）は、朝日放送グループホールディングスの完全子会社であり、スポーツ関連コンテンツを制作する企業。2021年1月5日に設立された。

## 概要
朝日放送グループホールディングスは2018年度から2020年度までの3か年の中期経営計画において、「「強力なIPを有するコンテンツを保有し、当該コンテンツを活用してマネタイズする」ことにより「総合コンテンツ事業グループ」」を目指していた。
その為、朝日放送グループのスポーツ番組の制作機能を強化する目的で、朝日放送テレビとスカイAでそれぞれ持っているスポーツ制作の人員を集約させるとともに、60有余年の歴史を持っていたテレビ番組制作会社のカガミのスポーツ制作の人員もこの会社に集約させて、新しいスポーツコンテンツ制作会社を設立した。
この「ベスティ」という社名の由来は「ベストフレンド」から派生したもので、「アスリートの「親友」のような存在であり続ける、アスリートや団体、企業、ファン、そして当社（朝日放送）グループも、私たちのプロデュースによって、ベスト（Best）に結び付ける（tie）」という思いが込められている。

## 番組制作実績

### 朝日放送テレビ
- スーパーベースボール（阪神およびオリックス主催分。BS朝日制作名義の同局単独放送分を含む。試合により関西東通と分担）
- 全国高等学校野球選手権大会中継
- 熱闘甲子園
- Jフットニスタ
- 甲子園への道
- ぺこぱのまるスポ
- 虎バン（YouTubeチャンネルの制作にも参加）

## 所属するフリーアナウンサー
- 寺田健人（元大分朝日放送アナウンサー）